# Вальверде-де-лос-Арройос
Вальверде-де-лос-Арройос (ісп. Valverde de los Arroyos) — муніципалітет в Іспанії, у складі автономної спільноти Кастилія-Ла-Манча, у провінції Гвадалахара. Населення — 96 осіб (2010).
Муніципалітет розташований на відстані близько 90 км на північний схід від Мадрида, 55 км на північ від Гвадалахари.
На території муніципалітету розташовані такі населені пункти: (дані про населення за 2010 рік)
- Вальверде-де-лос-Арройос: 87 осіб
- Сарсуела-де-Гальве: 9 осіб

## Демографія
Динаміка населення (INE ):